# Секкьяроли, Тацио
Тацио Секкьяроли (итал. Tazio Secchiaroli; 25 ноября 1925, Рим — 24 июля 1998, Рим) — известный итальянский фотограф.

## Биография
Родился в 1925 году на одной из римских окраин. В 1944 году стал фотографом, снимая на римских улицах американских солдат и туристов. В 1951 году принят в агентство «Ведо» Адольфо Пастореля, одного из отцов итальянской фотожурналистики, у которого обучился всем секретам мастерства фотографа. В 1955 вместе с Серджио Спинелли основывает агентство «Рома Пресс Фото».
5 ноября 1958 года Тацио Секкиароли сфотографировал стриптиз Айше Нана, который она станцевала в ресторане «Ругантино» в римском районе Трастевере. Публикация этой фотографии вызвала скандал в тогдашнем итальянском обществе. Исполнение стриптиза легло в основу одной из сцен фильма «Сладкая жизнь» Федерико Феллини (1960). Сотрудничать с Феллини Т. Секкьяроли начал в 1958 году. После выхода фильма «Сладкая жизнь» прекращает работать «уличным фотографом», чтобы посвятить себя студийной фотографии. Секкьяроли стал персональным фотографом Софи Лорен, и оставался им на протяжении 20 лет. Прекратил заниматься фотографией потому что «…фотография, как и любое искусство, требует всех жизненных сил. В 1983 году я почувствовал, что мои силы исчерпались. Тогда я решил бросить это дело…»
Секкьяроли скончался во сне в своём римском доме в ночь с 23 на 24 июля 1998 года.
Секкьяроли послужил прототипом фотографа Папараццо из фильма Феллини «Сладкая жизнь». От фамилии этого персонажа произошло слово «папарацци».